# Quercus liebmannii
Quercus liebmannii är en bokväxtart som beskrevs av Oerst. och William Trelease. Quercus liebmannii ingår i släktet ekar, och familjen bokväxter. IUCN kategoriserar arten globalt som livskraftig. Inga underarter finns listade.